# Kamil Běhounek
Kamil Běhounek (29. března 1916 Blatná – 9. prosince 1983 Bonn) byl český swingový akordeonista a skladatel.

## Život
Dětství prožil ve Slaném u Prahy. Během studia na právnické fakultě (1935) se seznámil s Janem Šímou a zapojil se do vznikajícího orchestru Gramoklubu. S tímto orchestrem nahrál několik snímků. V dalších letech skládal vlastní písně a aranžoval pro Melody Boys R. A. Dvorského a orchestr Harryho Ostena. V roce 1939 se stal členem Blue Music Karla Slavíka.
Po emigraci Karla Slavíka (1939) se stal členem orchestru Karla Vlacha a současně spolupracoval s Melody Boys.
Koncem roku založil vlastní septet. S tímto souborem po 2. světové válce účinkoval pro americké vojáky v důstojnických klubech v západním Německu, v americké okupační zoně. (v jeho septetu hrál na trubku pozdější známý elektrofonický kytarista druhé poloviny 50. let, Miroslav Kefurt). V únoru 1948 pobýval v západoněmecké okupační zóně a do komunistického Československa se již nevrátil.
V roce 1986 vydal Josef Škvorecký jeho autobiografickou knihu Má láska je jazz.

## Nejznámější písně
- Sám s děvčetem v dešti
- Má láska je jazz
- Ráda zpívám hot